# Carpétans
Les Carpétans (en grec : Karpetanoi) selon Polybe étaient un peuple de l'ancienne Ibérie. Ils vivaient dans le territoire qui correspond à l'actuelle Nouvelle-Castille, dans la zone montagneuse de la Sierra de Guadarrama, qui est la région actuelle autour de Madrid et du haut cours du fleuve Tage. Ce peuple est d'origine celtique ou indo-européenne. Leur localisation, près des territoires ibères de la péninsule leur a permis de recevoir une importante influence culturelle de ces derniers, ce qui a apporté à l'historiographie quelques polémiques concernant l'attribution de faits.
C'est un peuple relativement prospère qui mit à profit les possibilités agricoles de son territoire et les opportunités de commerce qu'offrait sa situation géographique. La structure politique décentralisée n'offrait pas de grandes différences sociales entre les membres de ce peuple car nous n'avons pas retrouvé de tombes somptueuses ou des tentatives de razzias sur leurs voisins, éléments qui caractérisent les peuples préromains de la péninsule marqués par d'importantes différences sociales à l'intérieur de leurs tribus.
Les Carpétans n'ont pas eu de grands chefs comme Istolacio, Indibilis ou Viriate, ni des acteurs lors des événements de Numance ou de Sagonte, ce qui est probablement une des raisons du faible intérêt de l'historiographie traditionnelle espagnole à leur sujet.
Lors de la lutte contre les Carthaginois, ils ont subi de nombreuses pertes qui ont affaibli leurs chances de résister face aux Romains lors du conflit suivant, même avec l'aide des peuples voisins comme les Vettons et les Celtibères. En 179 av. J.-C., ils finissent par devenir alliés des Romains en Hispanie romaine. Ces derniers utilisent peu après le territoire des Carpétans comme base de départ pour la répression des rébellions dans la péninsule Ibérique, ce qui fait de ce peuple la cible des raids lusitaniens pendant la guerre lusitanienne ou des attaques de Quintus Sertorius pendant la guerre sertorienne.

## Ethnogenèse
Pendant le Premier millénaire a eu lieu dans la péninsule Ibérique, un processus d'ethnogenèse complexe avec la formation de différents peuples préromains en trois groupes :
- Les Turdétans et les Ibères, qui se situaient le long de la mer Méditerranée, étaient les peuples préromains les plus cultivés et les plus civilisés.
- Les Basques et les autres peuples de filiation non indo-européenne occupaient les zones situées le long des Pyrénées.
- Les peuples indo-européens étaient le résultat d'une très ancienne invasion[8] et qui finirent par évoluer différemment selon leurs situations géographiques : les Lusitaniens et les Astures restant archaïques et les Celtibères se développant beaucoup plus[9].

Extension de la culture Cogotas I à la fin de l'Âge du bronze. Les éléments culturels et linguistiques de cette culture sont caractérisés comme « protoceltiques ».

Les Carpétans font partie du groupe indo-européen ou « protoceltique ». L'origine de la formation de ce peuple vient de la culture de Cogotas I à l'Âge du bronze, dans une vaste zone située dans la péninsule Ibérique où habitaient les Carpétans. La culture de Cogotas I a perduré jusqu'à la fin du VIIIe siècle av. J.-C. avec des caractéristiques proches du système culturel indo-européen archaïque. Dans le territoire des Carpétans, les habitations sont situées sur une hauteur ou en plaine, et caractérisées par l'absence de construction solide en raison d'une migration saisonnière de la population.
L'appartenance « protoceltique » est marquée par la généralisation au VIIIe siècle av. J.-C. de castros (citadelles) circulaires, fermés et situés sur des hauteurs afin de contrôler et défendre un petit territoire grâce à une sédentarisation de la population. Cette évolution culturelle, due probablement à une hausse de l'instabilité, entraîne la création d'une structure sociale hiérarchisée avec la présence d'élites guerrières.
À partir du VIe siècle av. J.-C., la culture celtibère s'est développée dans les hautes terres du Système ibérique et de la Meseta orientale et est caractérisée principalement par l'utilisation du fer dans l'armement et par l'apparition d'une structure sociale basée sur le gentilé, semblable à celle qui apparaît en Europe centrale, dans le nord de l'Italie et dans le sud de la France. L'urbanisme a évolué avec la lente apparition de grands castros. Certains finissent par se transformer en grands oppida à l'arrivée des Carthaginois et des Romains. Dans ces nouveaux lieux d'habitation, les maisons circulaires sont peu à peu remplacées par des maisons rectangulaires dont les murs font partie de la muraille défensive.

Distribution des peuples celtes :
Noyau territorial Hallstatt, au VIe siècle
Expansion celtique maximale, en 275 av. J.-C.
Domaine lusitanien de l'Ibérie où la présence celtique est incertaine
Zones où les langues celtiques restent largement parlées aujourd'hui

Il existe deux hypothèses pour l'avènement de la culture celtibère : la première est l'« invasion », hypothèse fondée sur l'invasion de groupes humains de la civilisation de Hallstatt qui auraient apporté avec eux leurs éléments culturels,. La deuxième hypothèse est l'« évolutionnisme » qui, bien qu'elle n'exclue pas les migrations, met en avant l'apparition de cette culture par suite d'une évolution et une acculturation locale avec l'adoption d'éléments communs par contacts et échanges.
La culture celtibère s'est étendue peu à peu depuis sa zone nucléaire vers l'ouest de la Meseta jusqu'à l'océan Atlantique, provoquant une celtisation des civilisations protoceltiques préexistantes (notamment chez les Carpétans), ce qui explique pourquoi les fonds classiques mentionnent ces peuples comme étant de culture celte.
Durant la dernière phase, à partir du IVe siècle av. J.-C., les Carpétans reçoivent des influences culturelles des zones peuplées au sud de leur territoire par des peuples ibériques. Ils adoptent les évolutions technologiques de ces derniers tels que le tour de potier, la roue pour moudre le grain, le four à température variable ou la sidérurgie. Ces innovations entraînent une plus grande spécialisation sociale et accentuent la hiérarchisation préexistante.
Pour simplifier, les Carpétans sont le résultat de l'évolution d'un groupe de population indo-européenne protoceltique ayant adopté des éléments culturels des peuples ibères voisins.
Depuis la fin des années 1990, une partie de l'historiographie a remis en question le caractère de groupe ethnique pour les Carpétans, dont l'hypothèse la plus importante est que les Carpétans sont « une construction artificielle créée par Rome lors de la conquête de la péninsule ». Cependant, certaines études récentes rejettent cette théorie et considèrent que les Romains avaient bien reconnu l'existence de ce peuple, car lors de la décision des 3 000 guerriers de l'armée carpétanienne d'abandonner Hannibal, après que l'objectif final de sa campagne fut désigné, on voit un groupe ethnique conscient de son existence et dont les bases territoriales sont bien constituées,. De plus, les sources classiques nous ont transmis que l'attitude des Carpétans durant différents événements historiques, sur leur territoire ou chez leurs voisins, a toujours été homogène comme lors de la conquête carthaginoise, dans la deuxième guerre punique, lors de la conquête romaine, de la guerre lusitanienne, des guerres celtibères et de la guerre sertorienne.

## Peuplement

### Localisation et territoire

Le territoire des Carpétans par rapport aux provinces espagnoles actuelles. Les noms des populations sont donnés sous leurs formes historiques, c'est-à-dire les noms par les fonds classiques écrits durant la période romaine et qui incluent donc les peuples nés après la conquête, comme Mantua (aujourd'hui Villamanta) dont la colonisation a commencé au II.

Le territoire des Carpétans était situé dans la zone centrale de la péninsule Ibérique, principalement dans la plaine traversée par le cours moyen du fleuve Tage et de ses affluents, dans un territoire qui comprend une partie des provinces espagnoles actuelles de Madrid, de Tolède, de Guadalajara, de Cuenca et de Ciudad Real dans une moindre mesure. Strabon et Pline l'Ancien indiquent que les Carpétans habitaient près du Tage avec au nord les Vaccéens, au sud les Orétans, à l'ouest les Vettons et au nord-est à la tribu celtibère des Arvaques. L'étude de ces tribus voisines avec leurs limites territoriales et leurs caractéristiques culturelles et la localisation des populations urbaines par les sources classiques et l'archéologie, ont permis d'améliorer de manière importante la délimitation du territoire des Carpétans. Ceci nous permet actuellement de définir le territoire de ce peuple avec les frontières suivantes :
- au nord, la frontière s'établissait sur la barrière naturelle que forment les sierras de Gredos et celle de Guadarrama, qui étaient habitées de l'autre côté par les Vaccéens et les Arvaques[31].
- à l'est, la frontière traverserait la vallée de la rivière Henares entre Alcalá de Henares (à l'époque Complutum) et Sigüenza (à l'époque Segontia)[31], et probablement près de Hita (à l'époque la Caesada arevaque[32]) et Trillo (à l'époque la Thermida carpétienne[33]). Cette frontière continuait vers le sud en laissant Alcocer (à l'époque Ercavica[34]) dans le territoire celtibère et Huete (à l'époque Contrebia Carbica[35]) dans le territoire des Carpétans, en suivant dans le  cours de la rivière Záncara jusqu'à ce que celle-ci aille en direction de l'ouest. La frontière orientale est la plus difficile à définir, à cause de la proximité des Olcades, un peuple préromain voisin dont nous avons moins de connaissances, et des conséquences de l'expansion des voisins celtibères des Carpétans[28].
- au sud, près de la Záncara au sud de Campo de Criptana et d'Alcázar de San Juan (à l'époque les villes carpétiennes d'Alce et de Cértima[36]), ainsi que de Consuegra (à l'époque Consabura[37]) jusqu'à arriver aux Montes de Toledo en continuant par le versant sud de ceux-ci en laissant dans le territoire des Carpétans Navas de Estena, qui porte un gentilé d'origine carpétan[38]. L'épigraphie nous apprend que fa frontière arrive jusqu'à La Nava de Ricomalillo[39]. Cette frontière sud a souvent été mal tracée à cause du fait que Ptolémée ait inclus Laminio (aujourd'hui Alhambra, mais située un peu plus au sud) dans les villes des Carpétans, alors qu'aujourd'hui ceci est considéré comme une erreur de cet auteur classique[40].
- à l'ouest, la frontière était commune avec celle des Vettons, avec qui ils ont des éléments culturels communs comme le montrent les données épigraphiques romaines. La frontière ouest allait du nord au sud en longeant la rivière Alberche jusqu') la rivière Pusa, en laissant Talavera de la Reina (à l'époque Caesarobriga[41]) dans le  territoire des Vettons et Tolède (à l'époque Toletum[42]) dans le territoire des Carpétans[43].

Les sources classiques nous ont transmis le nom de certains villages, principalement situés près des routes les plus importantes de communication ou dont le lieu a été marquant pour un évènement militaire. Ces populations sont citées dans différents contextes : lors de récits sur la conquête romaine, des guerres lusitaniennes et de la guerre sertorienne de Tite-Live, de Plutarque, de Frontin et de Paul Orose, des œuvres géographiques de Ptolémée et de Pline l'Ancien, et dans les descriptions des voies romaines comme l'Itinéraire d'Antonin ou l'Anonyme de Ravenne,,.
| Nom               | Sources classiques                                                 | Nom              | Sources classiques                                                            |
| ----------------- | ------------------------------------------------------------------ | ---------------- | ----------------------------------------------------------------------------- |
| Alce              | Tite-Live, Itinéraire d'Antonin                                    | Ispinum          | Ptolémée                                                                      |
| Alternia          | Ptolémée                                                           | Mantua           | Ptolémée                                                                      |
| Aebura / Libora   | Tite-Live, Ptolémée                                                | Metercosa        | Ptolémée                                                                      |
| Arriaca           | Itinéraire d'Antonin, Anonyme de Ravenne                           | Miaccum          | Itinéraire d'Antonin                                                          |
| Barnacis          | Ptolémée                                                           | Paterniana       | Ptolémée                                                                      |
| Caraca            | Ptolémée, Pline l'Ancien, Plutarque, Anonyme de Ravenne            | Rigusa           | Ptolémée                                                                      |
| Cértima           | Tite-Live                                                          | Segóbriga        | Pline l'Ancien, Anonyme de Ravenne                                            |
| Complutum         | Ptolémée, Pline l'Ancien, Itinéraire d'Antonin, Anonyme de Ravenne | Thermida         | Ptolémée                                                                      |
| Consabura         | Pline l'Ancien, Frontin, Itinéraire d'Antonin, Anonyme de Ravenne  | Titulcia         | Ptolémée, Itinéraire d'Antonin, Anonyme de Ravenne                            |
| Contrebia Carbica | Tite-Live                                                          | Toletum          | Ptolémée, Pline l'Ancien, Tite-Live, Itinéraire d'Antonin, Anonyme de Ravenne |
| Egelesta          | Ptolémée, Pline l'Ancien                                           | Varada           | Ptolémée                                                                      |
| Ilarcuris         | Ptolémée, Pline l'Ancien                                           | Vicus Cuminarius | Itinéraire d'Antonin                                                          |
| Ilurbida          | Ptolémée, Pline l'Ancien                                           |                  |                                                                               |

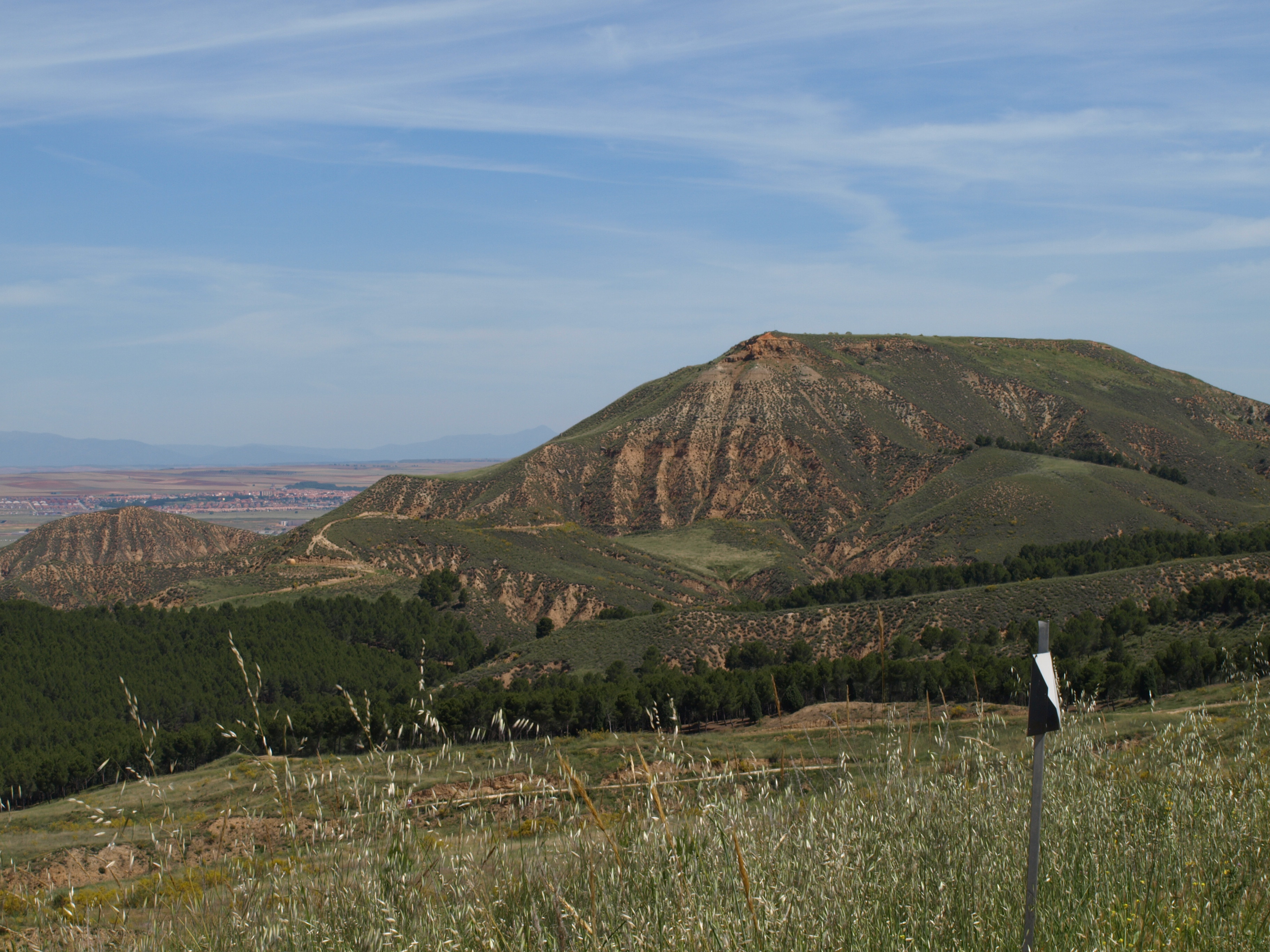
La colline Ecce Homo à la frontière de la ville d'Alcalá de Henares. C'est dans ce lieu qu'ont été localisés les vestiges d'un peuplement des Carpétans, mais dont nous ignorons le nom.

À ces lieux de peuplement historique, il faut ajouter ceux qui ont été découverts par l'archéologie et dont nous ignorons aujourd'hui le nom. Actuellement, ces lieux portent le nom de l'emplacement où ils ont été découverts : Cerro de la Gavia, Cerro Gollino, Plaza de Moros, Cerro del Ecce Homo...
Les centres urbains principaux des Carpétans (Toletum, correspondant à l'actuelle Tolède, Complutum, actuellement Alcalá de Henares et Consabura, de nos jours Consuegra) ont acquis le statut légal de municipe peu de temps après la conquête romaine. La ville de Segóbriga a aussi obtenu le statut de Municipe (près de Saelices aujourd'hui), cette ville était initialement aux Carpétans, mais elle fut peuplée de Celtibères durant la guerre sertorienne.
Les voies principales de communication connectaient le centre de leur territoire avec les tribus voisines et les centres urbains les plus importants. Ces routes suivaient la rivière Tage et ses affluents dans la direction sud-ouest - nord-est, puis en partant de cette voie principale, d'autres routes communiquaient avec le nord-ouest et le sud-est.

### Zones de peuplement et urbanisme
Les différentes études archéologiques réalisées ont montré que les Carpétans se sont installés suivant deux logiques : l'installation en plaine et l'installation en altitude. Les caractéristiques de ces deux types d'installation varient par ailleurs en fonction de la région et de la période historique.

Schéma des établissements de populations lors du second Âge de Fer dans la Mesa de Ocaña, un modèle important pour la compréhension de l'implantation des colonies des Carpétans.

Les zones de peuplement sont souvent placées près de l'eau dans la plaine (ruisseaux ou rivières), offrant ainsi un bon accès aux pâturages et aux terres agricoles. Ces types d'établissements ne sont pas fortifiés et ont très souvent une large superficie.
Les zones de peuplement situées cherchent à mettre à profit les avantages dus à un terrain élevé en mettant en avant des constructions permettant de disposer d'un rempart défensif avec le minimum d'effort possible, avec la présence à proximité d'une source qui pourrait fournir l'approvisionnement en eau du village. Ce type d'installations fortifiées était principalement utilisé vers des éperons rocheux avec des fossés, des murailles et des tours pour améliorer la défense de l'inselberg.
Une caractéristique intéressante qui a été observée dans les installations des Carpétans consiste au fait qu'il ne semble pas y avoir de critère de hiérarchisation ou d'influence entre les installations sur une colline ou celles installées dans une plaine. En effet, il semble qu'une relation d'égalité soit maintenue entre les deux types d'installation, et qu'une association soit privilégiée entre les lieux habités en plaine et leur équivalent sur une hauteur afin de se protéger des incursions des peuples voisins comme les Lusitaniens et les Celtibères, ou à cause d'un conflit interne entre les habitants d'une contrée.
À partir de l'arrivée des envahisseurs carthaginois, les lieux habités fortifiés sur une hauteur ont connu une croissance importante et les lieux habités en plaine sont devenus des grands oppida, pendant les guerres qu'a connues ce peuple entre 220 et 179 av. J.-C.. Par la suite, après la conquête romaine, les conditions d'insécurité qui ont amené l'apparition et le développement des établissements fortifiés sur une hauteur ayant disparu, les installations en plaine sont redevenues la zone de peuplement pour les Carpétans.

Plan type d'une maison des Carpétans obtenu depuis les fouilles archéologiques d'El Llano de la Horca (Santorcaz).

Même si les fouilles archéologiques complètes à grande échelle sont rares, les travaux effectués à Arroyo Culebro (Perales del Río), Cerro de la Gavia (Villa de Vallecas) et Llano de la Horca (Santorcaz) ont permis d'obtenir quelques idées sur le style d'urbanisme des Carpétans. Sur le lieu de fouille de Santorcaz situé sur une colline, les campagnes de fouilles successives ont mis en lumière une disposition urbaine avec les caractéristiques suivantes :
- À l'intérieur de la zone d'installation, des zones densément peuplées et des zones vides étaient présentes, les zones vides avaient probablement fonction de zone d'élevage[58].
- Les zones peuplées étaient constituées de rues parallèles et pavées qui pouvaient atteindre une largeur de 5 mètres. Entre ces rues parallèles les maisons étaient construites, de manière contiguë, dont les portes étaient mises en perspective par rapport aux rues[59].
- Les maisons étaient construites avec des étages de formes rectangulaire ou carrée avec une surface variant entre 50 et 100 mètres carrés. Elles étaient construites avec des adobes qui formaient des murs de brique crue et qui disposaient parfois d'une entrée composée d'un porche bâti avec des colonnes. Les sols étaient composés d'argile ou de terre damée afin d'adoucir l'irrégularité du terrain et le toit avait pour sa part une couverture végétale reposant sur une armature en bois[60].
- À l'intérieur d'une maison, la disposition était presque toujours la même, à savoir un vestibule à l'entrée sur lequel donnait une pièce de séjour où les occupants du foyer vivaient et dormaient. Une partie de cette pièce de séjour principal servait à stocker les aliments conservés par la famille de la maison. Puis, au fond, derrière la pièce de séjour se trouvait une autre pièce servant pour le stockage ou d'atelier[60].

## Aspects socio-économiques

### Structure socio-politique
La structure socio-politique des Carpétans peut sembler certainement atypique, puisque ce peuple n'a pas développé de hiérarchisation sociale ou une centralisation du pouvoir semblable à laquelle à certains peuples voisins comme les Celtibères, les Vaccéens ou les Vettons. Les Carpétans se sont organisés de manière décentralisée sur la base de polis (Cité-État), comme c'était le cas dans la majorité des villes de l'Antiquité, ou par création de domaines régionaux rassemblant des populations voisines. Malgré une décentralisation importante du pouvoir, à l'arrivée d'Hannibal Barca, les Carpétans ont été capables de lui faire face lors de la bataille du Tage en levant dans des armes et en organisant une armée importante qui d'après les estimations actuelles devaient comporter environ 40 000 guerriers alors que les sources antiques évaluent le potentiel militaire de ce peuple à 100 000 soldats. Un autre fait historique, comme l'abandon de l'armée d'Hannibal Barca par tout le contingent carpétan, montre que malgré cette décentralisation, ce peuple était habitué à effectuer des actions de manière conjointe et coordonnée.
Cette manière d'agir est restée très faible au moment de la conquête romaine car durant cette période, les sources antiques ne parlent peu ou pas des « Carpétans » à proprement parler, mais ils racontent uniquement les faits militaires qui ont affecté quelques-unes de leurs villes en ne mentionnant uniquement que l'action des habitants.
La base de la société des Carpétans s'appuie sur la famille nucléaire (parents et enfants). Leurs gentilés sont pour la plupart à consonance indo-européenne et les Carpétans sont parmi les sources épigraphiques les plus méridionales qui peuvent témoigner de ce fait. Ces gentilités étaient construits sur le principe d'une parenté consanguine entre les descendants d'un ascendant commun, et qui en général donnait son nom au groupe suprafamilial. Il s'agissait d'unités organisationnelles qui disposaient d'un nombre réduit de membres et qui était en action à l'intérieur de limites territoriales définies. L'archéologie a permis de distinguer à travers des témoignages épigraphiques datant de la période romaine, environ trente gentilités carpétanes, telles que Bocouriqum (à Manzanares el Real), Duitiqum (à Segóbriga), Manganiqum (à La Puebla de Montalbán), Solicum (à Navas de Estena) ou Venatioqum (à Alconchel de la Estrella).
Le gouvernement de ces cités est confié à une assemblée de villes et à un groupe de magistrats. Tite-Live fait d'ailleurs référence à ce type de gouvernement alors qu'il relate la conquête de Cértima :

« Il avait déjà commencé les travaux du siège lorsque les habitants lui envoyèrent une députation. Ces barbares lui déclarèrent, avec une franchise digne des mœurs antiques, qu’ils étaient décidés à se défendre, s’ils avaient des forces suffisantes. Ils demandèrent la permission de se rendre au camp des Celtibères pour obtenir des secours, promettant de séparer leurs intérêts de ceux du reste de la nation, s’ils essuyaient un refus. »

— Tite-Live, Ab Urbe Condita, XL, 47, 4-5
Dans la période antérieure à l'attaque carthaginoise, la croissance démographique et économique  des Carpétans a permis l'émergence de quelques élites que nous pouvons connaître grâce à l'étude des nécropoles, mais dont les pouvoirs semblent avoir été instables et devaient souvent être défendus ou être négociés à l'intérieur de la communauté. Ce processus s'est accentué pendant les temps troublés qu'ont été l'attaque carthaginoise et la conquête romaine : période pendant laquelle est apparu un chef du nom d'Hilerno qui commandait la coalition des peuples celtiques contre les Romains lors du début de la conquête de la région Carpetania, ou Thurro qui organise les derniers actes de résistance face à Rome et qui, finalement, accepte de signer un traité d'Amicitia avec Tiberius Sempronius Gracchus pour que les Carpétans rejoignent l'Hispanie romaine. L'existence de ces élites dans la noblesse carpétane est mis en avant par Tite-Live lors de la conquête de Cértima :

« Gracchus exigea d’eux une contribution de deux millions quatre cent mille sesterces et quarante cavaliers parmi les premières familles : ce n’était pas à titre d’otages, puisqu’il les incorpora dans son armée ; mais c’etaient en réalité des gages de fidélité de leurs concitoyens. »

— Tite-Live, Ab Urbe Condita, XL, 47, 10

### Économie
Les activités économiques des Carpétans couvraient divers domaines que l'archéologie moderne a permis de mettre en évidence. 

#### Agriculture, élevage et exploitation minière

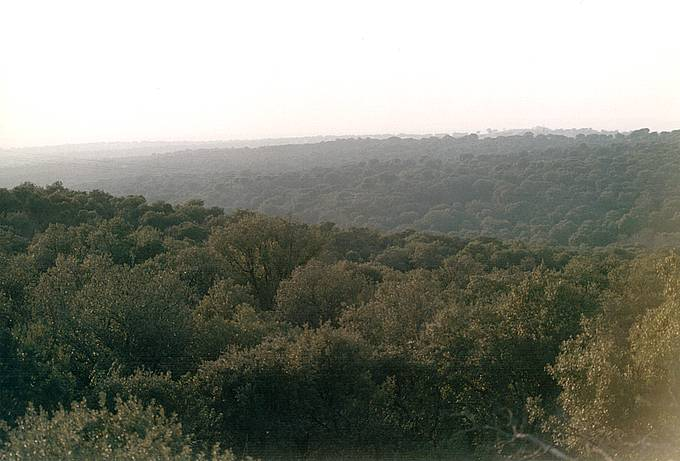
Au Mont du Pardo, les Carpétans ont mis à profit les forêts méditerranéennes situées sur leurs territoires pour leurs activités d'élevage et cynégétique, ainsi que la cueillette de glands qui pouvait remplacer les céréales en cas de mauvaises récoltes.

L'agriculture est l'activité principale de ce peuple, par ailleurs davantage que chez les autres peuples du plateau. La culture principale étaient les céréales, pour lesquelles l'orge et le blé représentaient la majorité des restes retrouvés : le blé était utilisé pour la fabrication de pain et l'orge pour l'élaboration de galettes, la fabrication de bière et l'alimentation des animaux. L'apparition d'orge mélangée avec des légumineux dénote montrent qu'ils ont été cultivés ensemble pour maintenir la fertilité du terrain et pour utiliser les deux comme fourrage. Les autres céréales cultivées par les Carpétans étaient le millet et le mil qui sont principalement cultivées au printemps. L'avoine commence à apparaître pour sa part peu de temps après la conquête romaine. Les céréales étaient cultivées de manière extensive et dans un terrain non irrigué en utilisant des outils en fer pour le labourage dès le IVe siècle av. J.-C.. Une fois récoltées, elles étaient vannées et stockées dans des zones proches des lieux de peuplement.
Les légumineux étaient également cultivés mais dans une moindre mesure, et probablement dans les zones proches des villes. Les restes retrouvés lors des fouilles archéologiques font apparaître des lentilles, de la vicia ervilia, des fèves, des pois, du jujubier, des gesses et des vesces. La culture du pois chiche apparaît à l'époque romaine.
Enfin, de manière plus réduite, des fruits étaient cultivés: figues, amandes, prunes et pommes, mais aussi des légumes comme les carottes ou le céleri, ou bien encore des épices comme le cumin très renommée dans le monde romain.
Au-delà des cultures, des éléments étaient récoltés dans les forêts méditerranéennes comme les glands par exemple pour produire de la farine ou les consommer sous forme de fruit.
En ce qui concerne le bétail, les études archéologiques indiquent que les principaux élevages étaient constitués de caprins, suivis par les bovins qui étaient employés comme animaux de trait, et dans une moindre proportion d'autres animaux comme le porc et les chevaux. La consommation de viande est complétée avec la chasse issue des forêts de la région, car de nombreux restes de cerfs, de lièvres et de lapins ont été retrouvés.
Dans le domaine des mines, il semble qu'à l'exception du sel, elle ait été peu abondante puisqu'il n'y a que très peu de trace archéologie d'exploitation minière dans la région des Carpétans. L'exploitation minière a commencé son développement à l'époque romaine et s'est principalement concentrée dans la zone des Monts de Tolède, où est attestée l'existence de mines d'or à La Nava de Ricomalillo et à El Molinillo, et qui sont des sites localisés dans la zone occidentale du mont, ainsi que d'une mine de cuivre à Consuegra, située sur le versant oriental du mont. Il semble qu'il y ait eu, près de Dehesa de la Oliva (Patones) des exploitations de cuivre et d'étain, et près de Segóbriga de lapis specularis que Pline l'Ancien mentionne comme étant d'une meilleure qualité que ceux extraits dans d'autres zones du territoire romain. Un autre élément important est le sel qui est extrait des mines de sel de La Sagra et des zones humides.

#### Activités artisanales
Les activités artisanales des Carpétans étaient par habitude réalisées dans des zones éloignées des habitations et réservées pour ces activités, afin d'apporter le minimum de nuisance à la vie en société ou de minimiser le risque d'étendre d'éventuels incendies.
La céramique était principalement fabriquée dans des tours de poterie de manière manuelle, l'objectif étant de produire des pots destinés à la cuisine ou des grands récipients.
Dans le domaine de la métallurgie, ils produisaient avec du fer, des outils, des armes et des éléments tels que des clous ou des rondelles, alors que pour les éléments décoratifs le bronze était généralement utilisé pour la fabrication de fibules.
L'orfèvrerie apparaît tardivement dans l'aire celtique péninsulaire (fin du IVe siècle av. J.-C. - début du IIIe siècle av. J.-C.) en relation avec le monde ibérique (VIIe – VIe siècle av. J.-C.) qui ont eux-mêmes adopté ces éléments de la société phénicienne. Les orfèvres travaillaient dans des ateliers à l'intérieur des grands oppida ou étaient des artisans itinérants qui, en portant leurs matériels (matière première, matrices et outils) pouvaient travailler localement pour diverses populations. Les bijoux étaient souvent produits au moyen de lames repoussées.
Les activités textiles étaient assurées par les femmes carpétananes, comme en témoignent les nombreux vestiges de métier à tisser ou de fuseaux ; même si nous ne connaissons pas exactement le type des métiers à tisser, les archéologues supposent qu'ils étaient probablement verticaux. Ces différents éléments étaient souvent très personnalisés pour chaque possesseur et ils étaient par habitude donnés en offrande par le fiancé envers sa fiancée comme engagement de noce.

#### Activités commerciales

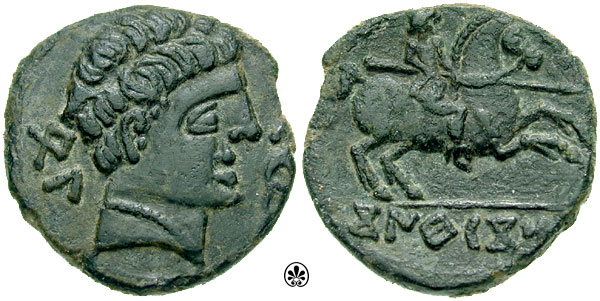
Pièce de monnaie frappée à Contrebia Carbica, un des ateliers monétaires présent sur le territoire carpétan et favorisé par l'activité commerciale dans la région.

Le commerce des Carpétans passaient aussi par des routes qui parcouraient la région du Tage, principalement près de Tolède. Cette situation géographique a favorisé le commerce et l'arrivée dans la région de divers matériels et de céramiques attiques provenant du sud et du sud-est de la péninsule ; cette activité est à l'origine de l'apparition précoce d'ateliers monétaires à Complutum, Contrebia Carbica et Toletum. Pour le commerce intérieur, les spécialités de la Carpetania était le bois pour la construction et le granit pour construire les moulins à grain. En relation avec l'activité commerciale, quelques archéologues ont proposé que les petites boules de pierre ou d'argile, qui ont été fréquemment retrouvées lors des fouilles archéologiques, puissent avoir fait fonction de poids, de mesures ou de valeurs de comptabilité.

## Aspects culturels

### Langage
Les Carpétans ont utilisé une variante de la langue parlée par les Celtibères, en se situant entre ceux-ci - dont la langue serait un dialecte celte de type archaïque - et les Vettons, qui se situaient à l'intérieur de l'aire linguistique lusitanienne que l'on considère comme une langue indo-européenne préceltique. À cause de l'absence de documents épigraphiques antérieurs ou contemporains à la conquête romaine, les données qui nous permettent de déterminer les caractéristiques de leur langage proviennent principalement de compilation onomastique issue de l'épigraphie d'époque romaine, ainsi que des toponymes de leur territoire mentionnés par les auteurs classiques.
Les toponymes des Carpétans présentent en majorité des composants issus des langues indo-européennes que l'on peut classer de la manière suivante :
Langues indo-européennes
- celtiques (5) : Mantua, Complutum, Aebura-Libora, Segóbriga, Contrebia Carbica.
- probablement celtiques (6) : Titulcia, Toletum, Barnacis, Rigusa, Tagus (rivière), Tagonius (rivière).

Langues indo-européennes, mais non celtiques
- pré-européennes (5) : Carpetani, Varada, Caraca, Consabura, Cartala.
- indéfinies (3) : Alces, Miaccum, Mentercosa.
- gréco-latines (3) : Thermida, Alternia, Paterniana.

Pas de langues indo-européennes
- issus de l'ibère (4) : Ilurbida, Ilarcuris, Ispinum, Egelesta.

Une autre source d'informations linguistiques a été fourni par l'anthroponymie, en particulier les noms des gentilés attestés - à l'époque romaine - principalement dans les régions éloignées des grandes villes où la structure sociale indigène a persisté durant une période plus longue. À l'exception d'un cas, ces noms de gentilités sont de type celtique et présentent une terminaison en -un/-um. Les gentilités des Carpétans localisés jusqu'à présent sont au nombre de vingt-sept :
| Gentilé     | Localisation        | Gentilé     | Localisation           | Gentilié    | Localisation             |
| ----------- | ------------------- | ----------- | ---------------------- | ----------- | ------------------------ |
| Aelariqum   | Collado Villalba    | Duitiqum    | Segóbriga              | Mesicum     | Uclès                    |
| Aeturiqum   | Illescas            | Duniqum     | Méntrida               | Metturicum  | Alcalá de Henares        |
| Arquiocum   | Alcalá de Henares   | Elguismiqum | Collado Villalba       | Moeniccum   | Polán                    |
| Acualiqum   | Torrejón de Velasco | Langiocum   | Hontanar               | Obisodiqum  | Tolède                   |
| Bocouriqum  | Manzanares el Real  | Longeidocum | Uclés                  | Pilonicorum | San Pablo de los Montes  |
| Canbaricum  | Tolède              | Maganiqum   | La Puebla de Montalbán | Solicum     | Navas de Estena          |
| Contucianco | Segóbriga           | Malugeniqum | Torrejón de Velasco    | Tirtaliqum  | Segóbriga                |
| Dagencium   | Villamanta          | Manuciqum   | El Pardo               | Uloqum      | Perales de Milla         |
| Doviliqum   | Azután              | Maureicum   | Illescas               | Venatioqum  | Alconchel de la Estrella |

### Culture matérielle
La culture matérielle carpétanne se manifeste dans divers types d'objets qui ont été découverts lors des fouilles archéologiques. Des vestiges obtenus jusqu'à présent, on peut remarquer :

#### Céramiques

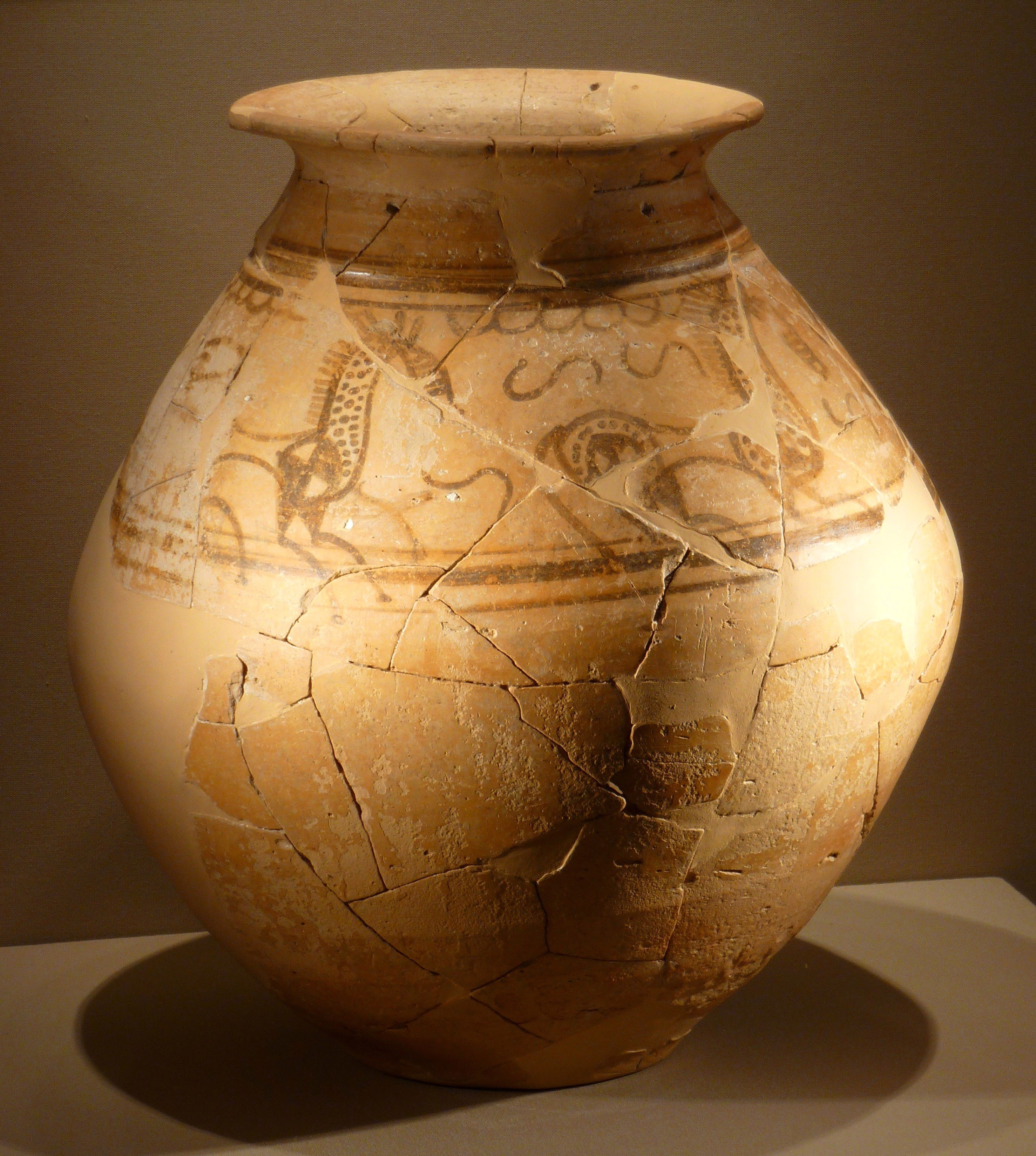
Vase des cavaliers datant du.

Les Carpétans ont produit des objets en céramique de différents types : jarres pour le stockage, ustensiles de cuisine pour usage domestique ainsi que diverses sortes de contenants dont les décorations utilisées lors de la fabrication ont de fortes similitudes avec celles produites par les tribus voisines celtiques comme ibériques, et qui montrent donc des contacts culturels entre les tribus.
Il existe des similitudes avec les zones de productions de céramiques celtiques décorées avec des lignes horizontales rouge et orange, similaire à celles trouvées dans le territoire des Vaccéens. Des décorations figuratives où apparait le style zoomorphe de Numance ont été retrouvées sur une frise couvrant le sommet d'un récipient. Ces types de céramique mettent en évidence le célèbre Vaso de los Caballos trouvé à Santorcaz et qui présente un décor basé sur la représentation de cinq cavaliers chevauchant au trot.
Les décorations de type ibérique sont créées à partir de divers types de peinture marbrée, avec des motifs géométriques de formes semi-circulaires, linéaires et de bandes similaires à celles rencontrées sur le territoire des Orétans.

#### Fibules

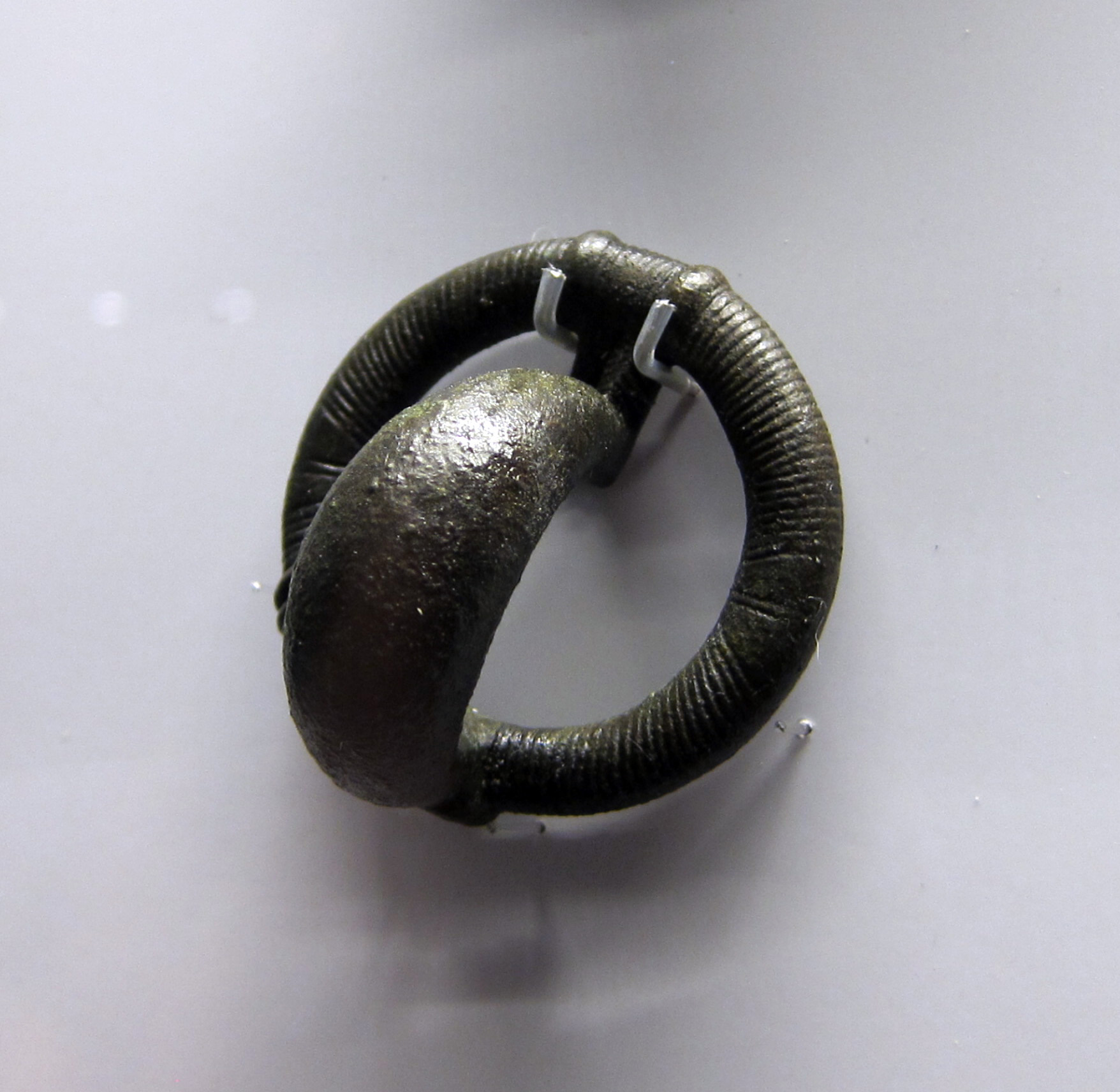
Exemple de fibule de type « anular hispánica » trouvé sur le castro de Monte Bernorio.

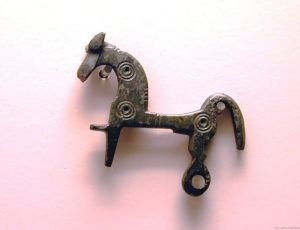
Exemple de fibule zoomorphe avec cheval.

Dans la culture matérielle, il faut noter la découverte de deux fibules dont l'inspiration culturelle semble être venue du Levant  avec une affiliation celtibère et de La Tène.
Les fibules dont l'inspiration vient du Levant semblent être majoritaires parmi le type « anular hispánico » qui s'est généralisé à partir du IVe siècle av. J.-C., après le type « puente forjado » et avant le type « puente fundido » des IIIe et IIe siècles av. J.-C.
Les fibules avec chevaux, qui sont typiques des sociétés guerrières et aristocratiques, ont été retrouvées sur plusieurs sites le long d'une voie de diffusion qui semble s'être étendue depuis l'aire celtibère jusqu'à la haute Extrémadure. L'arrivée de l'art de La Tène au milieu du IIIe siècle a permis de voir des fibules avec chevaux zoomorphes comme c'est le cas pour la « fíbula de Hércules » (fibule d'Hercule) trouvée à Driebes. Cet exemplaire découvert sur la Muela de Taracena est exceptionnel car il montre un cavalier avec une lance en main suivant un chien et un sanglier.

#### Orfèvrerie
Les pièces d'orfèvrerie montrent une iconographie directement celte - comme les motifs de masques masculins - mais aussi ibéro-orientale, mais interprétée depuis une vision culturelle celtique, formée dans des représentations zoomorphes et de têtes humaines.
Également, les orfèvres ont réinterprété avec leurs visions culturelles quelques éléments hellénistiques, comme les décorations géométriques qui étaient incorporées dans d'autres objets comme les fibules ou broches de ceinturon.

#### Autres éléments

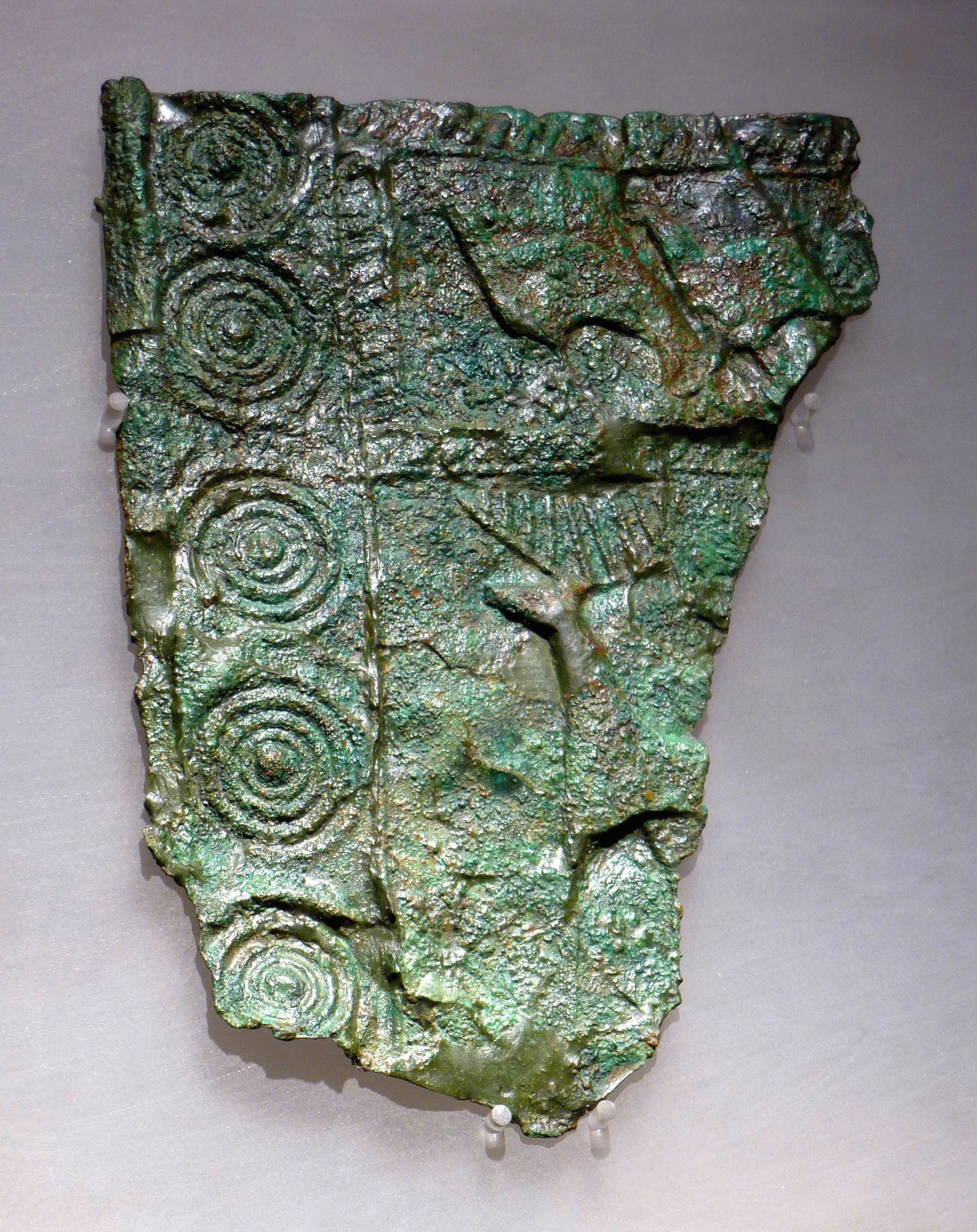
Bronze de Santorcaz : exemple unique dans la région comprenant une décoration et une manufacture similaires aux autres trouvées dans les nécropoles celtibères.

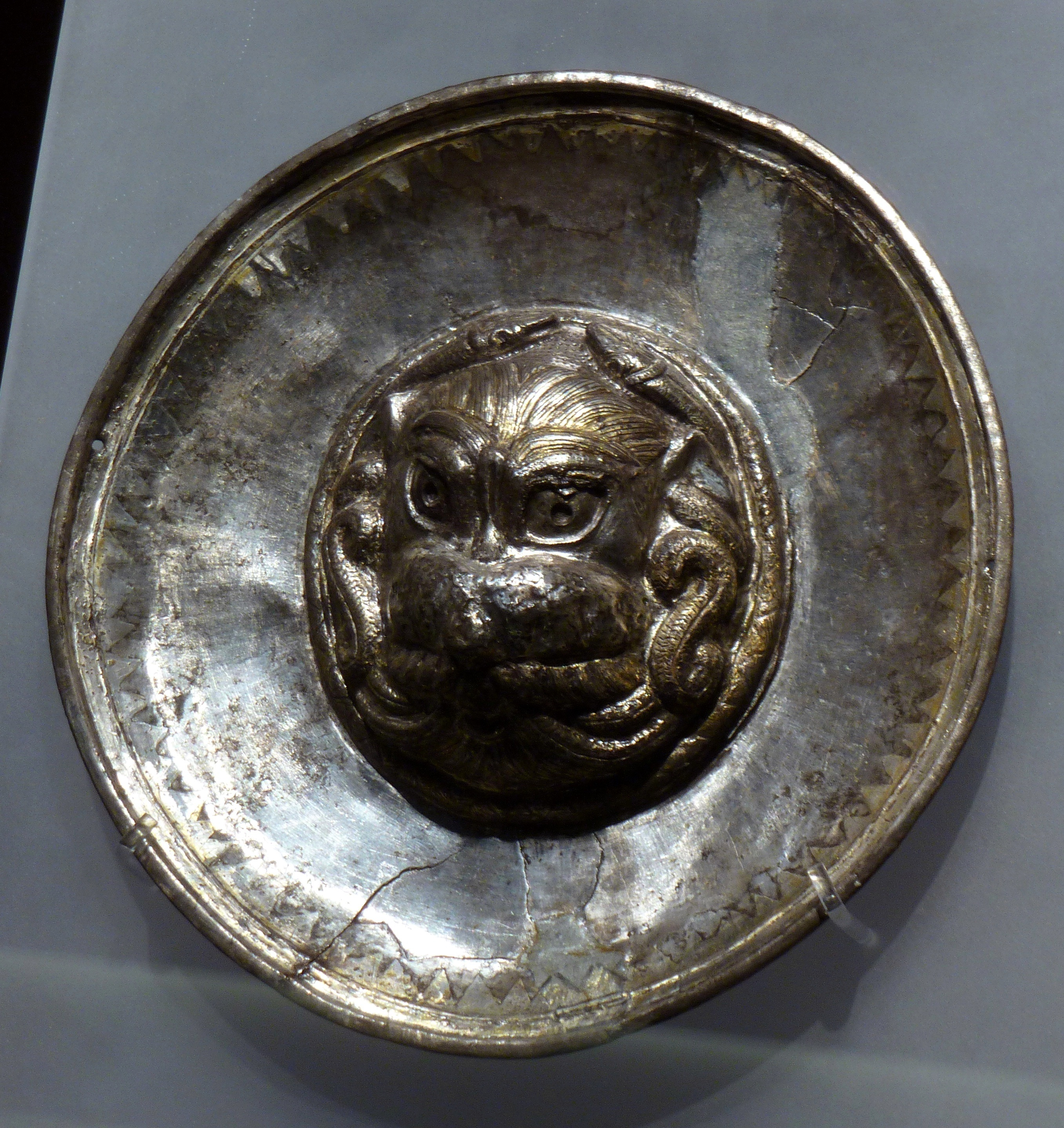
Patère de Titulcia utilisée par les Carpétans lors des cérémonies religieuses.

Un autre élément de la culture matérielle des Carpétans est apparu, il s'agit d'une plaque de bronze en relief de style celtibère découverte à Santorcaz, similaire chronologique et dans son style à celles trouvées dans la nécropole de Numance, et qui semble avoir été utilisée comme élément décoratif. Sur cette plaque apparaissent, près de divers motifs géométriques, un cerf et quelques oiseaux dont la nature est difficile à identifier. Son interprétation semble être la représentation de l'au-delà (par les oiseaux charognards) et séparé du monde de la nature (cerf) par des lignes.
Nous avons également retrouvé d'autres manifestations de la culture matérielle des Carpétans, parmi ceux-ci se détachent deux objets du domaine religieux : la dénommée « patère de Titulcia », associée à un usage lors des cérémonies sacrées et qui est devenu l'un des éléments les plus emblématiques ; et le « relief de Illescas » qui depuis sa découverte il y a 30 ans continue d'être une découverte unique dans la péninsule Ibérique. Dans ce relief deux chars sont représentés avec leurs auriges et entre eux un personnage agitant son bras vers le haut ; suivant les chars apparait un animal fantastique - un griffon - qui ferme le cortège. Cette scène est associée au voyage outre-tombe et à l'héroïsation des ancêtres mythiques dans le cadre du culte voué aux gentilés des Carpétans.

### Religion

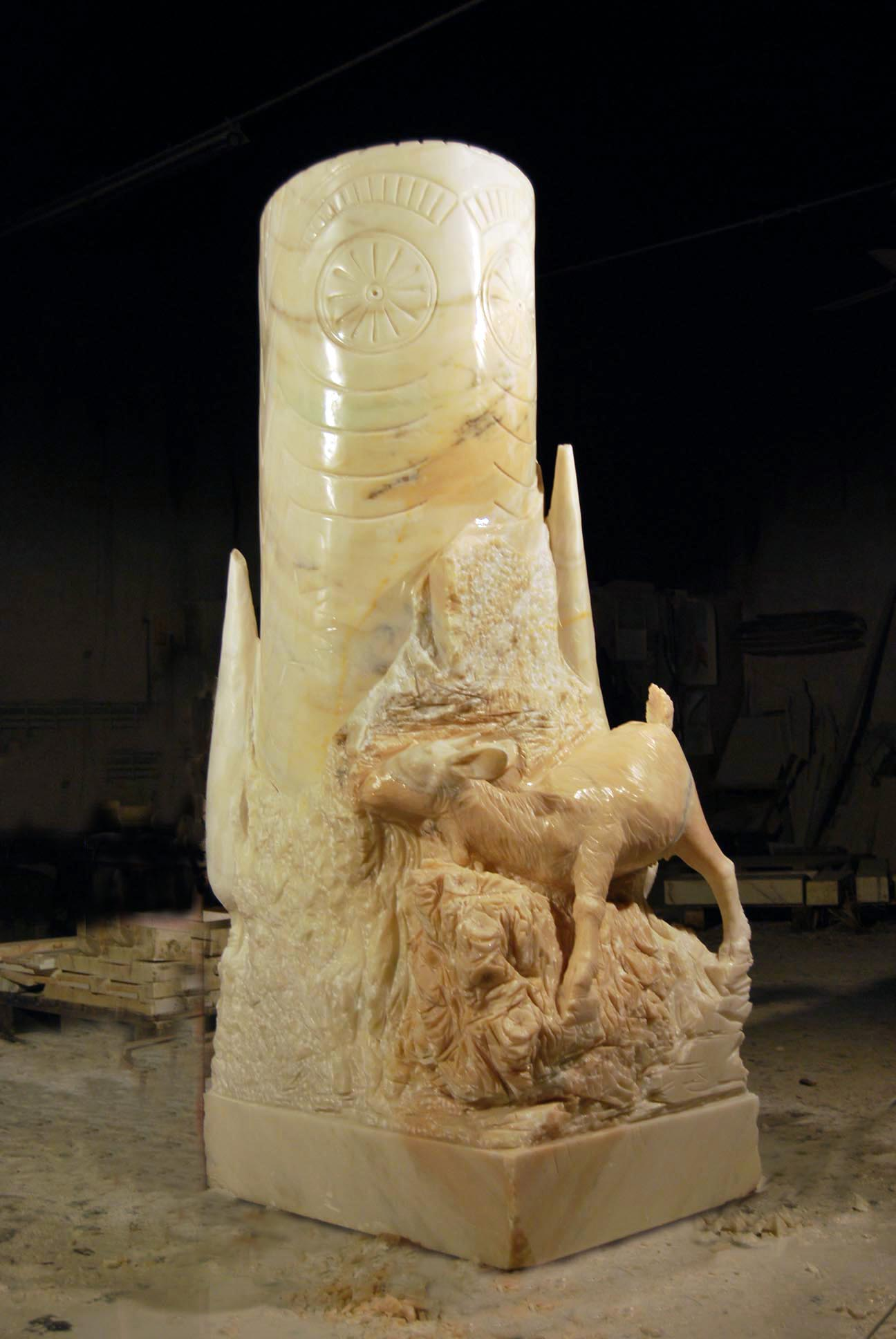
Marbre représentant la déesse Ataecina.

Les informations que l'archéologie nous a fournies sur les croyances religieuses des Carpétans sont très rares et les sources classiques n'ont transmis aucune référence qui fait allusion aux aspects religieux propres des Carpétans. Mais il est possible de faire une approche du système religieux de ces derniers sur la base des connaissances qui existent sur les autres peuples préromains de l'Ibérie dont la religion était de caractère polythéiste, même si la typologie ou les noms des dieux variaient selon le peuple ou le territoire où ils étaient vénérés.
Les Carpétans, du fait de leurs origines, ont dû avoir des croyances religieuses similaires à celles constatées dans la zone celtique de la péninsule Ibérique, avec des caractéristiques telles que :
- l'existence d'une « déesse mère » qui personnifiait la nature et la fécondité en relation avec les sources, le sol où pousse la végétation et toutes les relations avec la vie[117] ;
- un « Dieu suprême » qui accompagne la « Déesse Mère » et gouverne l'harmonie et le chaos dans l'univers avec un fort esprit guerrier[117] ;
- un rôle important des arbres et des forêts comme des lieux où les dieux habitent, et l'existence de sanctuaires à ciel ouvert où ils sont vénérés[117] ;
- un culte avec différentes divinités comme Épona qui est la protectrice des chevaux ; Ataecina qui s'occupe de fournir les biens terrestres ; Airón qui est une divinité associée aux fontaines et aux sources d'eau ; ou Astarté, déesse dont l'origine phénicienne est attesté dans des zones où de nombreux contacts avec différentes civilisations étaient possibles comme avec les populations du sud de la péninsule[118]. Par ailleurs, à Mezquitilla, une inscription consacrée à une divinité celtique appelée « Bandua » a été découverte, mais ses caractéristiques nous sont inconnues[119].

Comme dans d'autres parties de l'Hispanie, le taureau est également l'objet de vénération en étant associé à la fertilité du bétail et à l'autre-vie. Quant au rituel funéraire, il consiste à exposer les corps des guerriers tombés à la guerre aux vautours, car ils considérés comme des oiseaux sacrés. Ce rituel est également constaté chez d'autres tribus celtiques hispaniques et chez les Orétans leurs voisins du sud.
Par ailleurs, les Carpétans avaient une série d'espaces intérieurs connus comme des « sanctuaires domestiques », que l'on peut par exemple trouver dans la localité de El Cerrón (Illescas), où les habitants rendaient un ancêtre mythique illustré dans un relief qui représente le voyage dans l'outre-monde de deux personnages héroïques.
Après la conquête romaine, les dieux indigènes sont assimilés à ceux du panthéon romain dans un processus qu'il est possible de schématiser de la manière suivante : dans une première phase, ils apparaissent ensemble dieu indigène et son équivalent romain côté à côté ; puis le théonymie indigène ne s'utilise plus et remplacé par le mot deus qui est accompagné par le nom du nouveau dieu ; finalement, dans la dernière phase, il y a uniquement la présence de la divinité romaine. Dans le territoire carpétan, le culte des divinités romaines suivantes est présent : Deae, Diane, Dii Manes, Fortune, Hercule, Jupiter Optimus Maximus, les Lares, Liber Pater, Mars, Mercure, les nymphes, Auguste, Rome, Sylvain et Tutela, ainsi d'autres divinités relatives aux villes ou aux activités quotidiennes qui nous sont très peu documentés. Il faut également souligner la présence de culte de dieux orientaux comme Isis, Serapis ou Mithra qui sont des divinités très présents dans l'Occident romain.

### Nécropoles
L'archéologie a permis de situer beaucoup de nécropoles des Carpétans, dont certaines ont été bien très bien étudiées comme celles de Las Esperillas (Santa Cruz de la Zarza) et de Palomar de Pintado (Villafranca de los Caballeros). Dans ces deux nécropoles, les tombes issues d'une incinération sont les plus nombreuses, alors que les exemples d'inhumation sont très rares.
De l'étude de ces nécropoles, il est possible de voir une phase « protocarpétane » qui irait du IXe siècle av. J.-C. jusqu'au Ve siècle av. J.-C. avec des éléments culturels et matériels très liés à ceux des autres peuples de la Meseta centrale  avec un enterrement caractérisé sous la forme d'une structure réalisée autour d'un « trou simple ».
Au début du IVe siècle av. J.-C., les structures funéraires et les matériaux associés commencent à se diversifier. Les structures deviennent plus complexes et différents éléments apparaissent comme les tombeaux en brique qui deviennent plus imposant et en pierre lors des périodes plus tardives, ou les grands fosses qui comprennent plusieurs compartiments.
La localisation des vestiges d'un petit temple à la nécropole de Las Esperillas fait penser que, aussi chez les tribus voisines vettones et celtibères, ces zones avaient un caractère sacré.

## Histoire

### Conquête carthaginoise

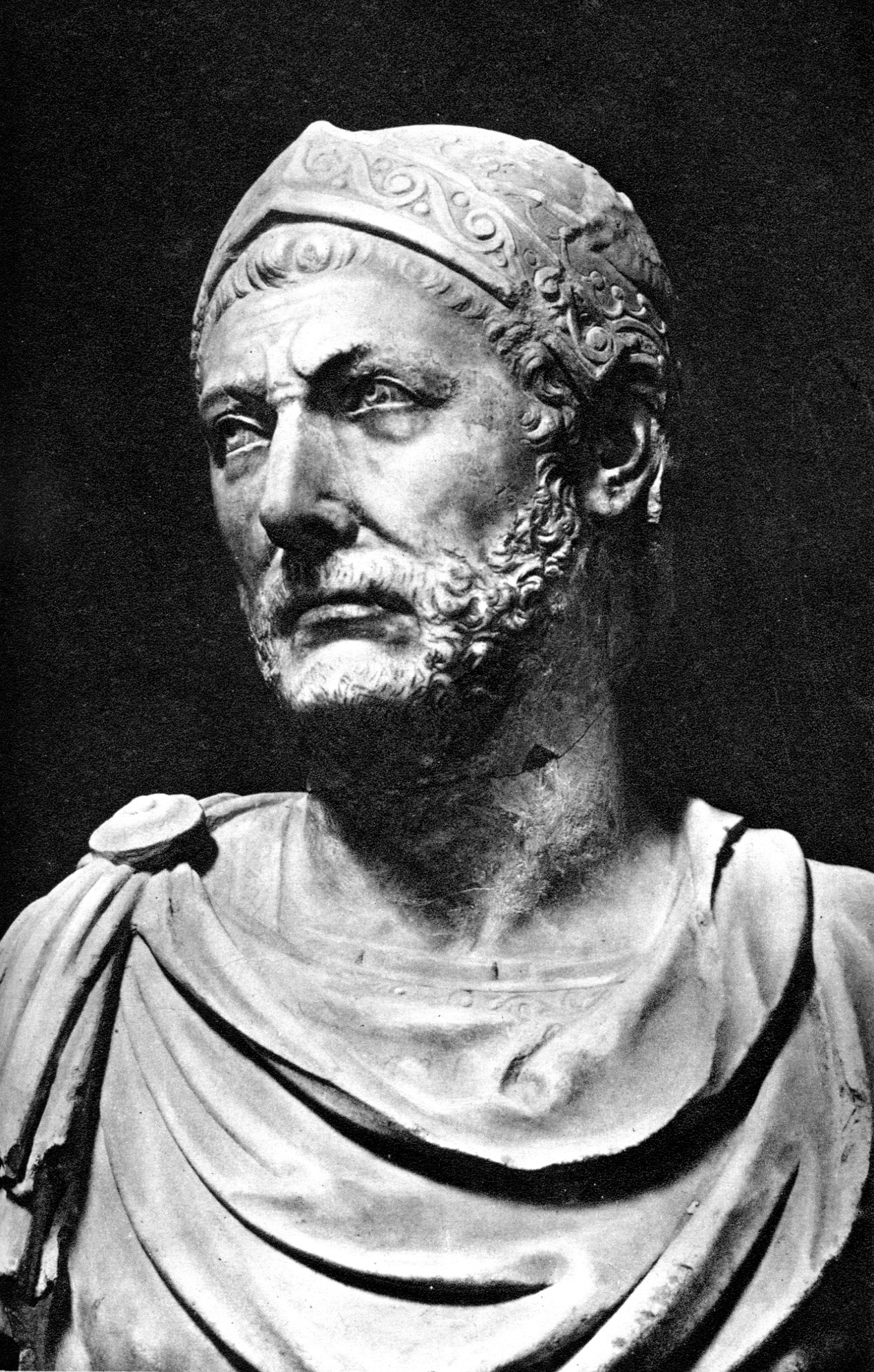
Hannibal Barca, le célèbre général carthaginois dirigeant pour la première fois dans sa carrière militaire une armée lors de la bataille du Tage contre les Carpétans sur le fleuve Tage.

Avec la présence de Carthage dans la péninsule Ibérique, c'est la première fois que les Carpétans apparaissent dans des textes historiques, qui nous ont été transmis par Polybe et Tite-Live en les décrivant comme « peut-être le peuple le plus puissant de ces lieux ».
En 221 av. J.-C., après la mort d'Hasdrubal le Beau, le commandement des armées carthaginoises dans la péninsule carthaginoise revient à Hannibal Barca, et ce dernier lance rapidement une campagne dans la Meseta centrale. L'objectif de cette campagne est multiple : se procurer de l'approvisionnement et des soldats, ainsi que d'assurer les arrières de son principal territoire avant son expédition en Italie. Sa première campagne est dirigée contre les Olcades, une tribu alliée des Carpétans. Cette attaque est interprétée comme une vengeance pour l'assassinat d'Hasdrubal par les mains d'un domestique celte du roi Tagus et elle a entraîné la destruction de sa capitale Althia, ainsi que la disparition de cette tribu comme entité ethnique propre, car ses membres se sont répartis entre les tribus voisines, principalement chez les Carpétans.
Par ailleurs, Tite-Live et Polybe mentionnent que le peuple des Vaccéens de la cité d'Hermanitca, échappe au général carthaginois, en ayant rejoint le peuple de Olcades (battu par Hannibal l'année précédente), et réussissent à convaincre les Carpétans de tendre une embuscade au général carthaginois sur le chemin du retour, près du Tage. Hannibal réussit, cependant, à battre les armées coalisées, composées de 100 000 soldats (principalement des Carpétans), après avoir réussi à éviter l'embuscade tendue près du fleuve Tage. Dans un deuxième moment, l'adresse d'Hannibal prévalut sur ces trois peuples, quand les forces ennemies étaient en train de traverser le Tage pour se ranger en vue de la bataille imminente sur la rive opposée, chargés des armes et des bagages, ils furent battus largement et soumis à la domination carthaginoise,.
De ce peuple, nous savons qu'au commencement de l'expédition d'Hannibal en Italie, 3 000 hommes désertèrent des rangs de l'armée carthaginoise, avant d'atteindre le fleuve Rhône en Gaule, en direction des Alpes. 

### La domination romaine
En 193-191 av. J.-C., des tribus celtibères dont les Oretani, les Carpétans, les Vettons et les Vaccéens se soumirent aux deux gouverneurs de Rome Caius Flaminius et Marcus Fulvius Nobilior.

## Annexe

#### Fond antique
- [Pline] Pline l'Ancien, Histoire naturelle : livre III.

- [Polybe] Polybe, Histoire : livre III.

- [Strabon] Strabon, Géographie : livre III.

#### Ouvrages
- [Almagro Gorbea 1999] (es) Martín Almagro Gorbea, Los pueblos célticos peninsulares (parte de "Las guerras cántabras"), Santander, Fundación Marcelino Botín, 1999, 276 p. (ISBN 84-87678-81-5).

- [Blázquez Martínez 1999] (es) José María Blázquez Martínez, Últimas aportaciones a las religiones indígenas de Hispania : cuestiones a propósito de religiosidad celta, 1999 (ISBN 84-7762-985-4).

- [Carrobles Santos 2007] (es) Jesús Carrobles Santos, Los Carpetanos, Ciudad Real, Almud, 2007, 272 p. (ISBN 978-84-934858-5-6 et 84-934858-5-3).

- [García Alonso 2007] (es) Juan Luis García Alonso, La toponimia en el territorio de la Carpetania, Cuenca, Universidad de Castilla La Mancha, 2007, 305 p. (ISBN 978-84-8427-495-7, lire en ligne).

- [González-Conde 1987] (es) María Pilar González-Conde, Romanidad e indigenismo en Carpetania, Alicante, 1987 (ISBN 84-398-8401-X).

- [Gozalbes Cravioto 2000] (es) Enrique Gozalbes Cravioto, Caput celtiberiae : la tierra de Cuenca en las fuentes clásicas, Universidad Castilla-La Mancha, 2000, 317 p. (ISBN 978-84-8427-084-3, lire en ligne).

- [Märtens Alfaro et al. 2009] (es) Gabriela Märtens Alfaro, Miguel Martínez Contreras, Gonzalo Ruiz Zapatero et Enrique Baquedano Pérez, El Llano de la Horca (Santorcaz). Un asentamiento carpetano en los albores de la romanización, 2009.

- [Morín de Pablos et al. 2005] (es) Jorge Morín de Pablos, Marta Escolá Martínez, Ernesto Agustí García et Germán López López, La vida cotidiana (partie sur « El Cerro de la Gavia : el Madrid que encontraron los romanos »), Madrid, Muséede San Isidro / Comunidad de Madrid, 2005, 269 p. (ISBN 84-7812-605-8).

- [Morín de Pablos & Urbina Martínez 2012] (es) Jorge Morín de Pablos et Dionisio Urbina Martínez, Estudio de material cerámico en el cerro de La Gavia, Villa de Vallecas (Madrid) (partie sur « El Primer Milenio a.C. en la Meseta Central »), 2012 (ISBN 978-84-616-0349-7 et 84-616-0349-4).

- [Pereira Sieso 2011] (es) Juan Pereira Sieso, Nuestros ancestros. Los carpetanos, Centro de Estudios Vacceos « Federico Wattenberg » de la Universidad de Valladolid, 2011 (ISBN 978-84-7359-685-5).

- [Ruiz Zapatero & Álvarez Sanchís 2013] (es) Gonzalo Ruiz Zapatero et Jesús Álvarez Sanchís, Vacceos, vettones y carpetanos ante el ataque de Aníbal, Alicante, Comunidad de Madrid, 2013, 573 p. (ISBN 978-84-451-3466-5).

- [Salinas de Frías 2007] (es) Manuel Salinas de Frías, Los Carpetanos. Siglo III a.C. al I a.C., Cuenca, Universidad de Castilla-La Mancha, 2007, 305 p. (ISBN 978-84-8427-495-7, lire en ligne).

- [Salvador Conejo 2011] (es) Diego Salvador Conejo, Tierra de Carpetanos, Editorial Visión Libros, 2011 (ISBN 978-84-9011-132-1).

- [Torres Rodríguez 2012] (es) Jorge Torres Rodríguez, La tierra sin límites : territorio, sociedad e identidades en el valle medio del Tajo (IX-I s. a.C.), 2012.

- [Urbina Martínez et al. 2005] (es) Dionisio Urbina Martínez, Jorge Morín de Pablos, Marta Escolá Martínez et Ernesto Agustí García, Las actividades artesanales (partie : « El Cerro de la Gavia : el Madrid que encontraron los romanos »), Madrid, Musée de San Isidro / Comunidad de Madrid, 2005, 269 p. (ISBN 84-7812-605-8).

- [Urbina Martínez 2012] (es) Dionisio Urbina Martínez, Imágenes de la Segunda Edad del Hierro en el Centro Peninsular (partie sur « El Primer Milenio a.C. en la Meseta Central »), 2012 (ISBN 978-84-616-0349-7 et 84-616-0349-4).

- [Wolf 2009] (en) Greg Wolf, Cruptorix and his kind. Talking Ethnicity on the middle ground, Amsterdam, Amsterdam University Press, 2009, 344 p. (ISBN 978-90-8964-078-9, lire en ligne).

#### Articles
- [Almagro Gorbea 1992] (es) Martín Almagro Gorbea, « El origen de los celtas en la península ibérica. Protoceltas y celtas », Polis, revista de ideas y formas políticas de la Antigüedad Clásica, no 4,‎ 1992, p. 5-31 (ISSN 1130-0728).

- [Balmaseda Muncharaz & Valiente Cánovas 1981] (es) Luis Javier Balmaseda Muncharaz et Santiago Valiente Cánovas, « El relieve de Illescas », Archivo Español de Arqueología, no 54,‎ 1981, p. 215-238 (ISSN 0066-6742).

- [Barbas Nieto 2010] (es) Ricardo Luis Barbas Nieto, « Cerro Sopetrán: Una aproximación hacia la Caesada Celtibérica », Wad-al-Hayara. Revista de estudios de Guadalajara,‎ 2010, p. 7-20 (ISSN 0214-7092).

- [Carrasco Serrano 2003] (es) Gregorio Carrasco Serrano, « La presencia romana en Castilla-La Mancha. La anexión del territorio », Al-Basit: Revista de estudios albacetenses, no 47,‎ 2003, p. 41-56 (ISSN 0212-8632).

- [Fournie 2006] (en) Dan Fournie, « Hannibal's First Battle. The Battle of the Tagus River, 220 BC », C3i Magazine,‎ 2006, p. 36-38.

- [García y Bellido 1951] (es) Antonio García y Bellido, « Breve esquema del proceso de indogermanización de España », Argensola : Revista de Ciencias Sociales del Instituto de Estudios Altoaragoneses, no 8,‎ 1951 (ISSN 0518-4088).

- [Hurtado Aguña 2001] (es) Julián Hurtado Aguña, « La economía del área carpetana en época republicana y altoimperial », Iberia. Revista de la Antigüedad, no 4,‎ 2001, p. 71-86 (ISSN 1575-0221).

- [Hurtado Aguña 2003] (es) Julián Hurtado Aguña, « Las gentilidades presentes en los testimonios epigráficos procedentes de la Meseta meridional », Boletín del Seminario de Estudios de Arte y ArqueologíaBSAA,‎ 2003, p. 185-206 (ISSN 0210-9573).

- [Lorrio Alvarado & Sánchez de Prado 2000] (es) Alberto José Lorrio Alvarado et María Dolores Sánchez de Prado, « Elementos de un taller de orfebre en Contrebia Carbica (Villas Viejas, Cuenca) », Lucentum, nos 19-20,‎ 2000-2001, p. 201-222 (ISSN 0213-2338).

- [Rubio Rivera 2013] (es) Rebeca Rubio Rivera, « Los orígenes de Ercávica y su municipalización en el contexto de la romanización de la Celtiberia meridional », Vínculos de Historia,‎ 2013, p. 169-183 (ISSN 2254-6901).

- [Ruiz Zapatero 2007] (es) Gonzalo Ruiz Zapatero, « En busca de los últimos carpetanos », Madrid histórico, no 11,‎ 2007, p. 8-17.

- [Salinas de Frías 1979] (es) Manuel Salinas de Frías, « Algunos aspectos económicos y sociales de los pueblos prerromanos de la meseta », Memorias de historia antigua, vol. 3,‎ 1979, p. 73-79 (ISSN 0210-2943).

- [Salinas de Frías 1986] (es) Manuel Salinas de Frías, « Indigenismo y romanización en Carpetania », Studia historica. Historia antigua,‎ 1986-1987, p. 27-36 (ISSN 0213-2052).

- [Serrano Madroñal et al. 2012] (es) Raúl Serrano Madroñal, Víctor Sánchez López et Zoraida Hombrados Mar, « La etnogénesis carpetana: Las evidencias epigráficas de un constructo artificial », Arqueo Uca, no 2,‎ 2012 (ISSN 2253-6434).

- [Tovar Llorente 1957] (es) Antonio Tovar Llorente, « Las invasiones indoeuropeas, problema estratigráfico », Zephyrus, no 8,‎ 1957 (ISSN 0514-7336).

- [Urbina Martínez 1998] (es) Dionisio Urbina Martínez, « La Carpetania romana y los carpetanos indígenas. Tribu, etnia, nación o el país de los escarpes », Gerión, no 16,‎ 1998, p. 183-208 (ISSN 0213-0181).

- [González Wagner 1999] (es) Eduardo Carlos González Wagner, « Los Bárquidas y la conquista de la Península Ibérica », Gerión,‎ 1999, p. 263-294 (ISSN 0213-0181).